# Toimi Kankaanniemi
Toimi Olavi Kankaanniemi, född 26 februari 1950 i Tyrvis (i nuvarande Sastamala), är en finländsk politiker. Han var Finlands utvecklingsminister 1991–1994 och kristdemokratisk riksdagsledamot 1987–2011 samt partiledare för Kristdemokraterna (som på den tiden hette Finlands Kristliga Förbund) 1989-1995. I presidentvalet 1994 var han Kristdemokraternas presidentkandidat.
Kankaanniemi gjorde comeback i riksdagen i riksdagsvalet 2015 som sannfinländare från Mellersta Finlands valkrets. I riksdagsvalet 2019 fick Kankaanniemi en suppleantplats. Han tillträdde på nytt som sannfinländsk riksdagsledamot senare samma år efter att Teuvo Hakkarainen hade blivit invald i Europaparlamentet.

## Utmärkelser
- Kommendörstecknet av Finlands Lejons orden,  6 december 1994[3]

[Redigera Wikidata]